# Famille de Craon
 (août 2016).
Cette page explique l’histoire ou répertorie les différents membres de la famille de Craon.

Armes : losangé d'or et de gueules

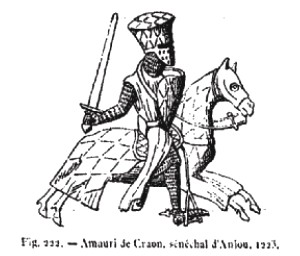
Sceau d'Amaury Ier de Craon, sénéchal d'Anjou (1223)

La famille de Craon, est une ancienne famille de France, connue dès le XIe siècle, originaire de la cité de Craon située dans le Haut-Anjou de la Mayenne dite Mayenne angevine.

## Présentation
Quelques savants prétendent que cette Maison descendait en droite ligne de Bérenger Ier de Frioul, roi d'Italie. Le plus fameux de ses membres est Pierre de Craon. Le dernier représentant de cette Maison gouverna quelque temps la Bourgogne sous Louis XI, après la mort de Charles le Téméraire.
À l'extinction de cette famille, la maison de Beauvau prit le nom de Craon parce qu'un de ses membres, Pierre, avait épousé une héritière du nom, Jeanne de Craon (de la branche de La Ferté-Bernard), décédée en couches à la naissance de son dernier fils Jean IV de Beauvau ; elle avait demandé que celui-ci prenne les armes et le nom de la maison de Craon.

### Quelques membres
- plusieurs Antoine de Craon ;
- plusieurs Pierre de Craon ;
- Amaury Ier de Craon, frère d'Avoise : deux enfants de Maurice II ;
- Maurice VI de Craon, arrière-petit-fils d'Amaury Ier, lieutenant du duché d'Aquitaine ;
- Amaury III de Craon, fils de Maurice VI, sénéchal d'Aquitaine, fonde en 1312 la bastide de Créon pour laquelle il donne son patronyme (Créon/Craon) ;
- Amaury IV de Craon, frère d'Isabeau : deux petits-enfants d'Amaury III ;
- Guillaume Ier de Craon, fils d'Amaury III ;
- Guillaume II de Craon, fils de Guillaume Ier ;
- Jean Ier de Craon, fils de Guillaume Ier ;
- Jean III de Craon, fils d'Amaury III, ecclésiastique français du XIVe siècle, évêque du Mans, puis archevêque de Reims ;
- Maurice II de Craon, arrière-petit-fils de Renaud de Craon ;
- Renaud de Craon, petit-fils de Robert de Nevers le Bourguignon ;
- Robert de Nevers le Bourguignon ou l'Allobroge, (1035-1098), fils cadet du comte Renaud Ier de Nevers, seigneur de Craon, fondateur de la deuxième Maison de Craon ;
- Robert II seigneur de Sablé, fils cadet de Robert le Bourguignon ;
- Robert le Bourguignon, fils de Renaud de Craon, second maître de l'Ordre du Temple, XIIe siècle ;
- Simon de Craon seigneur de Clacy, fils de Jean Ier ;
- Geoffroi de Vendôme, né et mort à Angers, (1070-1132), fils d'Henri de Nevers, et petit-fils ou plutôt neveu ? de Robert de Nevers le Bourguignon, abbé de l'abbaye de la Trinité de Vendôme.

## Première Maison de Craon
- Lambert II de Nantes
  - Lisois « Vetulus » de Craon (ca 827-907)
    - Lisois de Craon (ca 860-916)
      - André Ier de Craon (ca 891-ca 960)
        - Lisois de Craon (ca 959-1007)
          - Hugues de Lavardin (980-1014). Son fils Lisois est l'ancêtre de la 1re maison d'Amboise.
          - Suhard Ier le Vieux de Craon (ca 982-1037)
            - Guérin ou Garin Ier de Craon (ca 1012-ca 1072)
              - Suhard II le Jeune de Craon (ca 1013-1086), frère puîné de Guérin Ier ci-dessus
                - Bouchard Ier de Craon (ca 1035-1106)
                  - Pétronille de Craon alias Pétronille de Chemillé (ca 1059-24 avril 1149)

              - Barthélémy de Craon (ca 1020)
                - Tyson Ier de Craon (ca 1050-1136)
                  - Agnès de Craon (ca 1085)

              - Berthe de Craon (ca 1039-ca 1109)), ép. 1) 1060 : Robert Ier de Vitré (ca 1034-ca 1072) ; ? 2) 1078 : Robert de Nevers (ca 1035-1098), dit Robert le Bourguignon (thèse désormais abandonnée pour ce deuxième mariage).

## Seconde Maison de Craon (Maison de Craon-Nevers)

### Robert de Nevers
- Robert de Nevers dit le Bourguignon (ca 1027/1030-1098), ép. Avoise (ou Blanche) de Sablé
  - Mathilde, épouse d'Alard de la Jaille
  - Renaud Ier de Craon dit le Bourguignon (ca 1047-1101), ép. Ennoguen de Vitré (ou Enoguen, Agnès, Domitia de Vitré), fille de Robert Ier et de Berthe de Craon (fille de Guérin/Garin Ier, de la première Maison de Craon ci-dessus)
    - Mahaut (ca 1101), ép. Raoul, Sire de Créquy et de Fressin : postérité
    - Maurice Ier de Craon (ca 1070-1116), ép. Étiennette/Tiphaine l'Anguille, fille héritière d'Hugues d'Ingrandes   et Chantocé
      - Hugues de Craon (ca 1100-1138), ép. 1re Agnès de Laval, et 2e Marquise, probable fille ou sœur de Robert II de Vitré, remariée ensuite à Hugues III de Mathefelon puis à Payen de Vaiges
        - 1re Hugues
        - 1re Renaud, † enfant
        - 1re Renaud, † enfant
        - 1re Guérin II de Craon († vers 1150 ; sans postérité)
        - 1re Germasie, ép. Pons de Pons
        - 1re Foulques
        - 1re Guy
        - 1re Robert, chanoine d'Angers
        - 2e Maurice II de Craon (1136-1196), ép. Isabelle de Meulan de Mayenne, fille de Galéran IV et d'Agnès de Montfort-Evreux
          - Clémence, ép. de Pierre de la Garnache
          - Avoise (avant 1178-ca 1230), ép. Guy V de Laval : postérité
          - Agnès, ép. de Thibault II de Mathefelon
          - Renaud
          - Pierre, ecclésiastique (clerc)
          - Maurice III de Craon (ca 1180-1207; sans postérité)
          - Amaury Ier de Craon (ca 1180/1185-1226), ép. Jeanne des Roches fille du sénéchal Guillaume et de Marguerite, dame de Sablé
            - Maurice IV de Craon (ca 1213-1250) ép. Isabelle de Lusignan, dame douairière de Chantocé, fille d'Hugues X de Lusignan, comte de la Marche, et d'Isabelle Taillefer, comtesse d'Angoulême.
            - Anne ou Jeanne (ca 1215-1276), ép. 1er (fiançailles) Arthur de Bretagne († 1224), fils puîné de Pierre Mauclerc, et 2e 1235 Bouchard VI ou VII de L'Ile-Bouchard : postérité
            - Isabelle (1212), dame d'Agon, ép. 1er Raoul III de Fougères, comte de Porhoët, puis 2e (Ruggero de Candiæ ?) Karou/Caro de Bodégat : postérité des deux mariages
              - Jeanne  de Fougères, ép. de Hugues XII Le Brun de Lusignan : postérité

          - Constance

        - 2e Marquise (ca 1139), ép. Hugues de La Guerche : postérité

      - Maurice (1101)
      - Théophanie la Bourguignonne, ép. Hugues du Puy du Fou

    - Henri
    - Robert de Craon († 1149), Grand-maître de l'Ordre du Temple

  - Robert II de Sablé dit le Bourguignon ou Vestrol (ca 1063-ca 1110), ép. Hersende de La Suze, d'où la Maison de Sablé, jusqu'à Jeanne des Roches, fille aînée du sénéchal Guillaume et de Marguerite, dame de Sablé, ép. Amaury Ier de Craon.
  - Henri, seigneur du Lion-d’Angers
  - Bourgondie, alias Burgonde, Burgondia/Burgondie, Béatrix de Craon (ca 1060/1066), ép. Renaud III de Château-Gontier : postérité

### Maurice IV de Craon
- Maurice IV de Craon (ca 1213-1250), ép. Isabelle de Lusignan, dame douairière de Chantocé, fille d'Hugues X de Lusignan, comte de la Marche, et d'Isabelle Taillefer, comtesse d'Angoulême.
  - Amaury II de Craon (ca 1244-/1270), ép. sans postérité Yolande, fille de Jean Ier comte de Dreux, remariée ensuite à Jean de Trie, comte de Dammartin
  - Marguerite de Craon (ca 1245), ép. Renaud III de Pressigny (veuf d'Emma de Château-Gontier) : postérité
  - Maurice V de Craon (ca 1245-1293), ép. Mahaud de Malines, fille de Gauthier VI Berthout de Malines et de Marie, fille de Guillaume X d'Auvergne.
    - Isabeau (ca 1277-1350), ép. 1er Olivier III de Clisson, et 2e Henri, fils d'Hugues IV ou V d'Antoing : postérité des deux mariages
    - Amaury III de Craon (ca 1280-1333), ép 1re Isabelle, dame de Sainte-Maure, Pressigny, Nouâtre, Ferrière et Marcillac, et 2e Béatrice, fille de Jean IV, comte de Roucy, dame de La Suze
      - 1er Maurice VII de Craon (ca 1304-1330), ép. Marguerite de Mello-Saint-Bris († 1360), dame de Jarnac et de Ste-Hermine, fille de Dreux (IV ou V) de Mello (aussi seigneur de Châteauneuf-sur-Charente) (cf. l'article Dreux V de Mello)
        - Amaury IV de Craon (1326-1373), ép. sans postérité Pérenelle, vicomtesse de Thouars et comtesse de Dreux, remariée à Tristan Rouault de Boisménard (Clément II Tristan Rouault, arrière-grand-oncle de Joachim Rouault) (Amaury IV a deux enfants naturels : Pierre ; et Jeannette, ép. Thibaut de La Devillière)
        - Isabeau de Craon (ca 1330-1394), héritière de Craon, ép. 1er Guy XI de Laval (sans postérité), 2e Louis de Sully :
          - d'où Marie de Sully (ca 1365-1409), dame de Sully et de Craon, ép. 1er (fiançailles) Charles de Berry-Montpensier (sans postérité) ; 2e Guy VI de La Trémoille (d'où la succession de Craon et de Sully par leur fils Georges[4]) ; enfin 3e le connétable Charles d'Albret (Jeanne d'Albret, mère d'Henri IV, est une de leurs descendantes)

        - Jeanne de Craon, ép. Renaud de Montbazon
          - Jeanne de Montbazon, ép. Guillaume II, vicomte de Châteaudun ci-dessous : postérité

        - Yolande de Craon

      - 2e Isabelle
      - 2e Amauri, sire de Chantocé et La Suze († 1334 ; sans postérité)
      - 2e Jean III de Craon (1329-1374), archevêque de Reims
      - 2e Guillaume Ier le Grand de Craon (ca 1318-1388), vicomte de Châteaudun, seigneur de La Ferté-Bernard, ép. Marguerite de Flandre-Termonde, petite-fille de Guillaume, vicomtesse de Châteaudun
        - Jeanne, ép. Pierre II de Tournemine de La Hunaudaye : postérité
        - Béatrix (1341-1392), dame de Toureil et Richebourg, ép. Renaud de Maulévrier : postérité
        - Guillaume II de Craon (ca 1345-1410), sire de Marcillac, vicomte de Châteaudun, ép. Jeanne de Montbazon ci-dessus, dame de Montbazon, Savonnières, Montsoreau, Villandry/Co(u)lombiers, Marnes et Moncontour, Ste-Maure et Pressigny, Marcillac, Jarnac et Châteauneuf
          - Amaury (ca 1370-1390 ; sans postérité)
          - Guillaume III de Craon, vicomte de Châteaudun († ca 1397 ou 1410 ; sans postérité)
          - Marguerite de Craon (ca 1370-1428), dame de Marcillac, Montbazon, du Brandon, Sainte-Maure et Nouâtre, ép. Guy VIII de La Rochefoucauld : postérité La Rochefoucauld et Rohan-Guéméné-Montbazon
          - Isabelle, ép. Guillaume Odard, sire de Verrière-en-Loudunois et Curzay : postérité
          - Marie de Craon (ca 1375-/1420), dame de Jarnac, Montsoreau, Savonnières, Villandry, Moncontour, Marnes, Pressigny, Verneuil et Ferrière, ép. 1er Maurice Mauvinet, et 2e Louis Ier Chabot, seigneur de La Grève et Chantemerle : postérité Chabot et Rohan-Chabot
          - Jeanne de Craon
          - Louise de Craon, ép. Miles de Hangest : postérité
          - Jean de Craon de Montbazon, vicomte de Châteaudun, Grand bouteiller (ca 1380-† 1415 à Azincourt), ép. sans postérité Jacqueline fille du Grand-maître Jean de Montagu-Marcoussis

        - Gui de Craon, ép. de Jeanne de Chourses
        - Pierre le Grand de Craon, sire de La Ferté-Bernard et de Sablé (ca 1345-1409), ép. Jeanne de Châtillon-Porcien-Pontarci, dame de Rozoy, sœur cadette de Marie ci-dessous
          - Antoine de Craon (ca 1369-† 1415 à la Bataille d'Azincourt ; sans postérité), ép. de Jeanne de Hondschoote
          - Marie de Craon

        - Amaury, maître des requêtes de l'Hôtel et trésorier de l'Église de Reims
        - Marie († 1401), ép. Hervé de Mauny de Torigni : postérité, notamment Gouyon de Matignon et princes de Monaco
        - Jean Ier de Craon (ca 1346-1409), seigneur de Domart-en-Ponthieu et Bernaville, ép. Marie de Châtillon-Porcien-Pontarci, dame de Clacy et Tours, vidamesse de Laon, arrière-petite-fille du connétable Gaucher
          - Jean de Craon † jeune
          - Aubert de Craon † jeune
          - Simon de Craon de Domart-en-Ponthieu et Clacy (ca 1392-† 1415 à la Bataille d'Azincourt ; sans postérité)
          - Guillaume de Craon, seigneur de Montsoreau et de Nouâtre
          - Jean II de Craon le Jeune, seigneur de Domart et Clacy († vers 1417 des blessures reçues à Bataille d'Azincourt en 1415), ép. Guyotte de Lonroi/Longroy, fille de Jacques de Longroy et Marie de Querrieu
            - Jacques de Craon, seigneur de Domart et Clacy (ca 1414-1440), ép. Bonne de Fosseux
              - le dernier des Craon : Antoine de Craon, seigneur de Domart et de Clacy (ca 1440-1480), ép. Claude de Crèvecœur
              - Pierre de Craon
              - Jeanne de Craon, dame de Domart, Bernaville et Clacy, ép. Jean Ier de Moreuil-Soissons : postérité
              - Marie de Craon
              - Catherine de Craon, ép. Jean de Vassenaère (van Wassenaer) burgrave (châtelain, vicomte) de Leyde : postérité

          - Marguerite (1368-1420), dame de Tours, ép. 1er Bernard de Dormans, fils du chancelier Guillaume († 1381) ; et 2e Jean de Croÿ, Grand bouteiller (ca 1365-† à Azincourt) : d'où la suite de la Maison de Croÿ
          - Marguerite, alias Marie, ép. Gaucher de Thourotte (d'Allibaudières ?) : postérité
          - Jeanne, abbesse de abbesses d'Origny
          - Agnès, abbesse de abbesses d'Origny
          - Nicole, abbesse d'Avenay
          - Catherine, abbesse d'Avenay
          - Jacqueline, ép. Jean de Ghistelles de Dudzele : postérité

      - 2e Pierre Ier de Craon, sire de de La Suze, Briollé, Ingrandes et Chantocé (ca 1315-1376) ép. 1re Marguerite de Pons, et 2e Catherine de Machecoul
        - 
          - 1er Amaury de Craon, seigneur de Briollé (ca 1392-† 1415 à Azincourt), ép. sans postérité Marie d'Amboise, fille d'Ingelger II et Jeanne de Craon-La Ferté-Bernard ci-dessous
          - 1re Marie de Craon (ca 1384-1415), ép. Guy de Montmomency-Laval de Retz
            - Gilles de Rais (1404-1440)
            - René de La Suze (1407-30 octobre 1473)

        - 2e Pierre, fl. 1389 († après 1432 ? ; sans postérité)
        - Jeanne de Craon (1376-1421), ép. 1er Ingelger II d'Amboise (+1410), fils d'Ingelger Ier d'Amboise (+1373) et d'Isabelle de Thouars : d'où la suite des sires d'Amboise, vicomtes de Thouars, princes de Talmont ; et 2e Pierre de Beauvau : d'où Louis (sa fille Isabelle ép. Jean VIII de Bourbon-Vendôme : Henri IV en descend), et Jean IV de Beauvau, souche de la Maison de Beauvau-Craon (Craon)

      - 2e Béatrice, ép. 1er (fiançailles) Jean, fils aîné prédécédé de Jean Ier de Parthenay, et 2e Eon de Lohéac : postérité
        - Guillaume de Lohéac

      - 2e Simon, dit Maurice
      - 2e Marguerite

    - Marie, dame de Châtelais, ép. Robert II de Brienne de Beaumont : postérité
    - Olivier, archevêque de Tours 1285-1285 († 1285)
    - Jeanne (ca 1260-1314)

  - Jeanne dame de Brion et Chalocé, ép. Girard II Chabot de Retz : postérité